# 三十儿立
《三十儿立》是雲翔導演的第七部作品，於2016年4月開拍。因演員賀飛在前一部《同流合烏》受到雲翔導演的演技肯定，而續聘他擔任該片的男主角。

## 演員
| 演員            | 角色                                             |
| --------------- | ------------------------------------------------ |
| 賀飛            | 楊可/民初船夫                                    |
| 邵音音          | 陰姐                                             |
| 苗可秀          | 楊可母親                                         |
| 李蕙敏          | 女歌手Amanda                                     |
| 丁育聖          | 小牛/精靈/三十男                                 |
| 唐賀群          | 阿部/精靈/三十男/施虐者/新開張餐廳客人           |
| 李珈西          | 陰姐女兒                                         |
| 包晗            | 怪客；精靈；王強朋友；模特兒；民初船夫；殺手     |
| 林禎皓          | 王強/民初商人                                    |
| 羅勇豪          | 徐進/精靈/三十男                                 |
| Daniel Benjamin | 楊可男友/三十男/小提琴男/新開張餐廳客人/民初商人 |
| Jerry Hoh       | 老者                                             |

## 製作
該片是在臺灣、香港、澳門、泰國取景拍攝，劇情是以藏傳佛教的生命觀，於電影中詮釋恆見的死生、宿命、享樂、慾望等主題。

## 發佈
該電影於2017年9月14日舉行首映會，導演雲翔和演員賀飛、李蕙敏皆出席參加。

## 爭議
Facebook以「露點違反刊登政策」為由，拒絕刊登該部電影海報做為網站廣告。

## 外部連結
- 三十儿立的Facebook專頁
- 開眼電影網上《三十儿立》的資料（繁體中文）
- Yahoo奇摩電影上《三十儿立》的資料（繁體中文）
- 互联网电影数据库（IMDb）上《三十儿立》的资料（英文）